# 靜和站
靜和站（日语：／ Shizuwa eki */?）是位於日本栃木縣栃木市岩舟町靜和，屬於東武鐵道日光線的鐵路車站。車站編號TN 09。

## 年表
- 1929年（昭和4年）
  - 4月1日 - 東武和泉站開業。
  - 7月1日 - 改稱靜和站。

1935年（昭和10年）伊勢崎線福居 - 足利市間再次新設同名的東武和泉站。
- 2012年（平成24年）3月17日- 導入車站編號TN 09。

## 車站構造

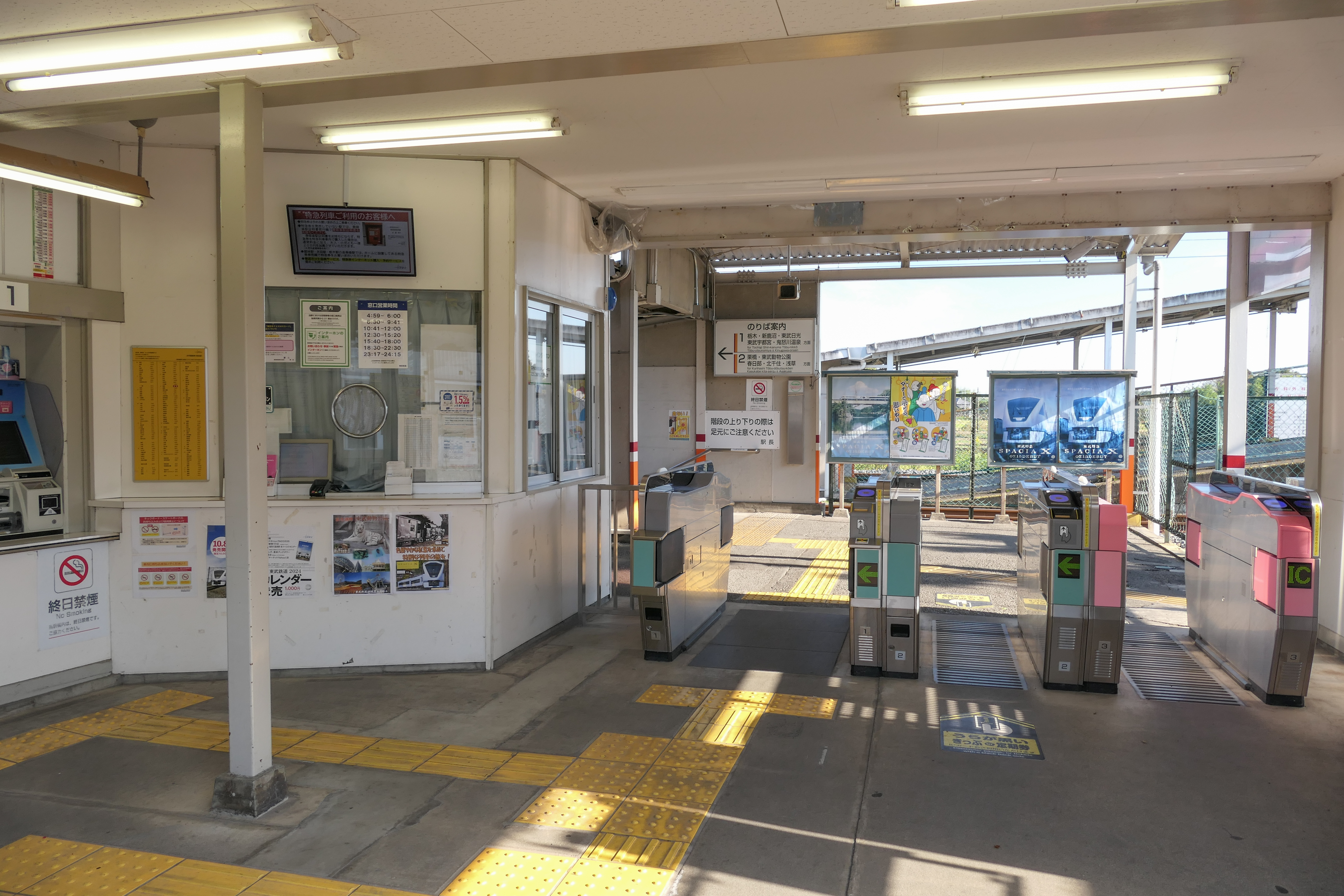
驗票閘口（2023年10月）
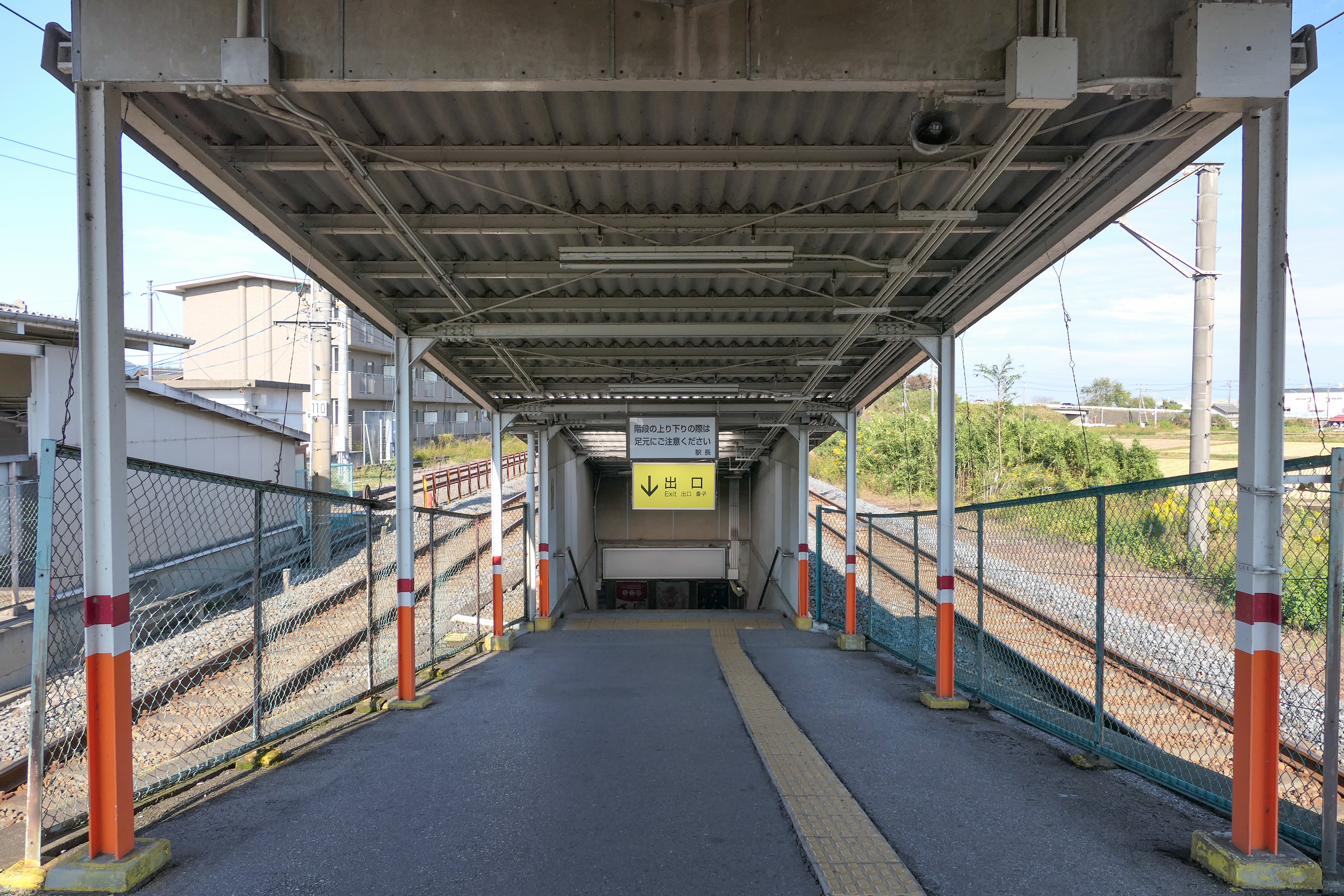
月台上的地下通道入口（2023年10月）
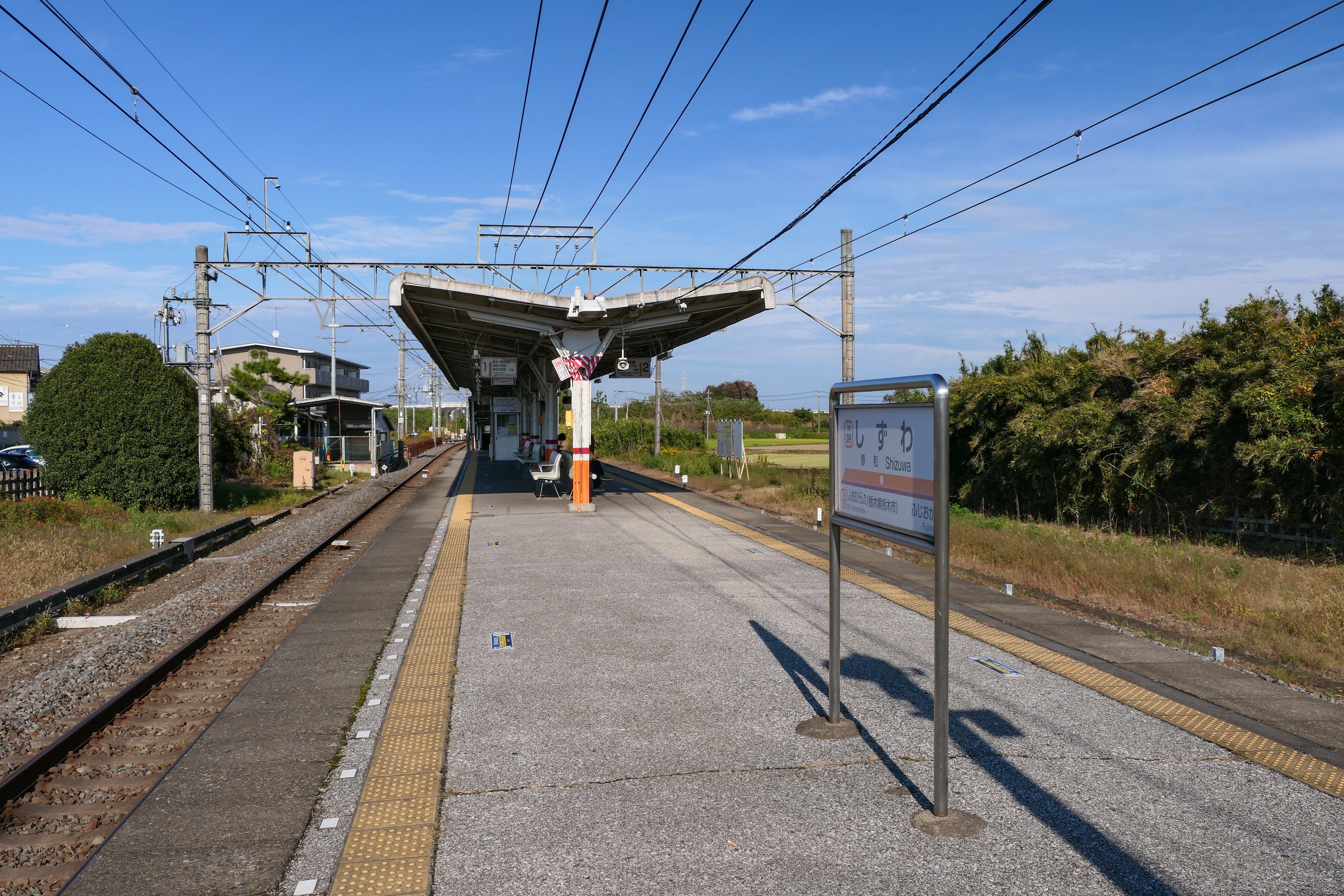
1號與2號月台（2023年10月）

本站為島式月台1面2線的地面車站。站房位於線路西側，並透過地下道連通月台。站內有PASMO對應自動驗票機，1號線的西側則保留著過去貨物月台的遺跡。

### 月台配置
| 月台 | 路線   | 方向 | 目的地                                                           |
| ---- | ------ | ---- | ---------------------------------------------------------------- |
| 1    | 日光線 | 下行 | 新栃木、東武日光、 鬼怒川線 鬼怒川溫泉、 宇都宮線 東武宇都宮方向 |
| 2    | 日光線 | 上行 | 南栗橋、東武動物公園、 東武晴空塔線 北千住、東京晴空塔、淺草方向 |

- 上述路線名使用旅客資訊上的名稱（「東武晴空塔線」為愛稱）。
- 2013年3月16日改點起本站不再停靠區間快速，本站往東武動物公園方向的直通車也在2017年4月21日改點起取消。因此本站要往返東武動物公園、東武晴空塔線、半藏門線、日比谷線方向須在南栗橋車站轉乘。

## 使用情況
2018年度1日平均上下車人次為1,440人。
近年1日平均上下車人次變化如下。
| 年度               | 1日平均 上下車人次 |
| ------------------ | ------------------ |
| 1998年（平成10年） | 2,922              |
| 1999年（平成11年） | 2,846              |
| 2000年（平成12年） | 2,820              |
| 2001年（平成13年） | 2,739              |
| 2002年（平成14年） | 2,410              |
| 2003年（平成15年） | 2,229              |
| 2004年（平成16年） | 2,212              |
| 2005年（平成17年） | 2,237              |
| 2006年（平成18年） | 2,123              |
| 2007年（平成19年） | 2,054              |
| 2008年（平成20年） | 1,822              |
| 2009年（平成21年） | 1,641              |
| 2010年（平成22年） | 1,555              |
| 2011年（平成23年） | 1,553              |
| 2012年（平成24年） | 1,546              |
| 2013年（平成25年） | 1,519              |
| 2014年（平成26年） | 1,473              |
| 2015年（平成27年） | 1,432              |
| 2016年（平成28年） | 1,369              |
| 2017年（平成29年） | 1,362              |
| 2018年（平成30年） | 1,440              |

## 車站周邊
- 栃木市立靜和小學校
- 栃木市役所靜和連絡所
- JA下野靜和
- 岩舟靜和郵便局
- 群馬銀行栃木支店岩舟出張所

## 路線巴士
本站西北方有和泉駐在所前巴士站，可搭乘栃木市營巴士藤岡線（步行約8分）。
| 乘車處       | 系統   | 主要行經地                                       | 目的地       | 運行業者     | 備註       |
| ------------ | ------ | ------------------------------------------------ | ------------ | ------------ | ---------- |
| 和泉駐在所前 | 藤岡線 | 大平下站、CAINZ MALL、栃木翔南高、醫師會醫院     | 栃木站南口   | 栃木市營巴士 |            |
| 和泉駐在所前 | 藤岡線 | 藤岡綜合支所、藤岡站・藤岡綜合體育館、三鴨郵便局 | 道之驛三毳   | 栃木市營巴士 |            |
| 和泉駐在所前 | 藤岡線 | 藤岡綜合支所、藤岡站、藤岡綜合體育館、篠山       | 道之驛北川邊 | 栃木市營巴士 | 平日運行   |
| 和泉駐在所前 | 藤岡線 | 藤岡綜合支所、藤岡站、藤岡綜合體育館、篠山       | 谷中湖       | 栃木市營巴士 | 週六日運行 |

1980年代左右以前，東武巴士有開行從靜和站往小山站的巴士，關東自動車有開行往佐野、足利市站的巴士。

## 相鄰車站
東武鐵道
 日光線
■急行、■區間急行
通過
■普通
藤岡（TN 08）－靜和（TN 09）－新大平下（TN 10）
藤岡 - 本站間是東武鐵道站間營業里程最長的區間 (7.8 km) 。

## 外部連結
- 靜和（車站資訊） - 東武鐵道